# Mandy Schiefner-Rohs
Mandy Schiefner-Rohs (* 1980) ist eine deutsche Erziehungswissenschaftlerin und Hochschullehrerin.

## Leben
Mandy Schiefner-Rohs studierte an der Universität des Saarlandes Erziehungswissenschaft, Kunstgeschichte und Informationswissenschaft. Nach Lehr-, Forschungs- und Leitungstätigkeiten in Basel und Zürich sowie einer Promotion zu kritischer Informations- und Medienkompetenz an der Universität München folgte eine Postdoc-Phase an der Universität Duisburg-Essen. Seit 2019 ist sie Universitätsprofessorin für Allgemeine Pädagogik mit Schwerpunkt Schulpädagogik an der RPTU Kaiserslautern-Landau (vormals TU Kaiserslautern), nachdem sie dort von 2013 bis 2019 eine Juniorprofessur innehatte. Gemeinsam mit Karen Joisten, Jan Georg Schneider, Ralf Becker war sie bis 2025 Sprecherin des CEDIS-Zentrum (Center for Ethics and the Digital Society), das sich der Forschung und dem Austausch im Bereich Ethik und Digitalisierung widmet. Seit 2020 ist sie Mitglied des Vorstands der Sektion Medienpädagogik der Deutschen Gesellschaft für Erziehungswissenschaft (DGfE) sowie seit 2024 dessen Vorsitzende. Sie ist zudem Teil des Leitungsgremiums des Virtuellen Campus Rheinland-Pfalz (VCRP). Als Expertin wirkt sie sie  immer wieder in Kommissionen und Fachgesprächen zu Digitalisierung und/oder Lehrerbildung mit. Zudem ist sie Mitglied in mehreren wissenschaftlichen Beiräten (u. a. Beirat des Pädagogischen Landesinstituts). Anfang 2025 wurde sie zur Vizepräsidentin für Lehre der RPTU Kaiserslautern-Landau gewählt.

## Forschungsschwerpunkte
Ihre Forschungsschwerpunkte liegen im Bereich der Medienpädagogik, Schulentwicklung in der Digitalität, Hochschuldidaktik mit einem Schwerpunkt auf Lehrer*innenbildung sowie Pädagogik unter Bedingungen des digitalen Wandels.

## Schriften (Auswahl)
- Kritische Informations- und Medienkompetenz. Theoretisch-konzeptionelle Herleitung und empirische Betrachtungen am Beispiel der Lehrerausbildung. Münster 2012, ISBN 3-8309-2654-5.
- mit Gianpiero Favella und Anna-Christin Herrmann (Hrsg.): Forschungsnahes Lehren und Lernen in der Lehrer*innenbildung. Forschungsmethodische Zugänge und Modelle zur Umsetzung. Berlin 2019, ISBN 3-631-76322-0.
- mit Sandra Hofhues, Sandra Aßmann und Taiga Brahm (Hrsg.): Studierende – Medien – Universität. Einblicke in studentische Medienwelten. Münster 2020, ISBN 3-8309-4049-1.
- mit Reinhard Bauer, Jörg Hafer, Sandra Hofhues, Anne Thillosen, Benno Volk und Klaus Wannemacher (Hrsg.): Vom E-Learning zur Digitalisierung. Mythen, Realitäten, Perspektiven. Münster 2020, ISBN 3-8309-4109-9.
- mit Isabel Neto Carvalho und Carina Troxler: Ethnographie und Videographie pädagogischer Praktiken. „Ein-Blicke“ in Projekte der Schul- und Unterrichtsforschung in einer Kultur der Digitalität., Klinkhardt, 2023
- mit Sandra Hofhues und Andreas Breiter: Datafizierung (in) der Bildung. Kritische Perspektiven auf digitale Vermessung in pädagogischen Kontexten. Bielefeld: transcript, 2023.